# Müller László (diplomata)
Báró szentgyörgyi Müller László (Pest, 1855. október 18. – Budapest, 1941. március 14.) magyar diplomata, főrend, Müller Kálmán öccse.

## Életpályája
Apja, Müller Bernát neves gyógyszerész szakíró, az 1848–49-es forradalom és szabadságharc nemzetőr kapitánya és a honvédség ingyenes gyógyszerszállítója, anyja Hauschka Teréz volt. Iskoláit a pesti piaristáknál végezte. Felsőfokú tanulmányait pedig a pesti és bécsi egyetem jogi karán, ahol kitűnő nyelvtudása már megmutatkozott. Később a bécsi Keleti Tudományok Intézetében tanult, a nyugati nyelveken kívül beszélt törökül, arabul és több délszláv nyelven. Visszavonulása után Bécsben és Budapesten élt, és az Anschluss után végleg Magyarországon telepedett le. Felesége, gyermekei nem voltak.

## Diplomáciai tevékenysége
1879-ben a bécsi Külügyminisztérium szolgálatába került, 1881-ben az Osztrák–Magyar Monarchia isztambuli követségén kapott beosztást. Fő feladata a Monarchia balkáni érdekeinek képviselete volt. Az oszmán iga alól felszabadult Bulgária nemzetközi elismertetésében fontos szerepet játszott. Alkalmasint az ő indítványa volt a Koburg-Koháry családnak a bolgár trónra juttatása. Az 1897-es görög-török háború alatt kifejtett diplomáciai munkájának elismeréseként az uralkodó 1896-ban, szentgyörgyi előnévvel, magyar nemességet adományozott neki és rendkívüli követté nevezte ki a Török Birodalomba. 1900-ban szófiai követ lett, majd 1903-ban visszarendelték Bécsbe a Külügyminisztérium keleti diplomáciai ügyei osztályának irányítására, rendkívüli követi rangban. 1908-ban Bosznia-Hercegovina annektálása után nagyban rajta múlott, hogy a Monarchia és Törökország közötti háborús feszültség enyhült. 1910-ben ismét isztambuli követté nevezték ki, s a Balkán és a Kelet ügyeinek szakértőjeként, nélküle nemigen hoztak Bécsben diplomáciai döntést. 1912-ben Tokióba vezényelték követnek, de az első világháború kitörése után visszahívták a Külügyminisztériumba a Monarchia összes diplomáciai kapcsolatát koordináló első osztály irányítására, ami a külügyminiszter általános helyettesi posztját jelentette. Egyúttal megkapta a diplomáciai vizsgáztató bizottság elnöki tisztségét is. Nemcsak a külügyminiszter, hanem a kormányfő és az uralkodói kabinet tanácsadója is lett. A Monarchia veresége után  – diplomáciai tevékenysége utolsó aktusaként – kézjegyével ő látta el a Paduában megkötött fegyverletételi okmányt, majd tagja volt a Párizsban, a béketárgyalásokon Ausztriát képviselő küldöttségnek.